# مینی هاچ
مینی هاچ (به انگلیسی: MINI Hatch) مینی هاچ یک خودروی هاچ‌بک در دو نوع ۳ و ۵ در و همچنین سقف کانورتیبل است که در نوع ۵-در از دو مدل کانتریمن و کلابمن هم از نظر ابعاد بیرونی و هم فضای داخلی کوچکتر است.
پسوندهای Cooper S و Cooper SD و Cooper و Cooper D نشان دهنده نوع موتور و قدرت موتور است.
شتاب ۰ تا ۶۰ مایل بر ساعت در مدل کوپر اس ۶٫۶ ثانیه است.

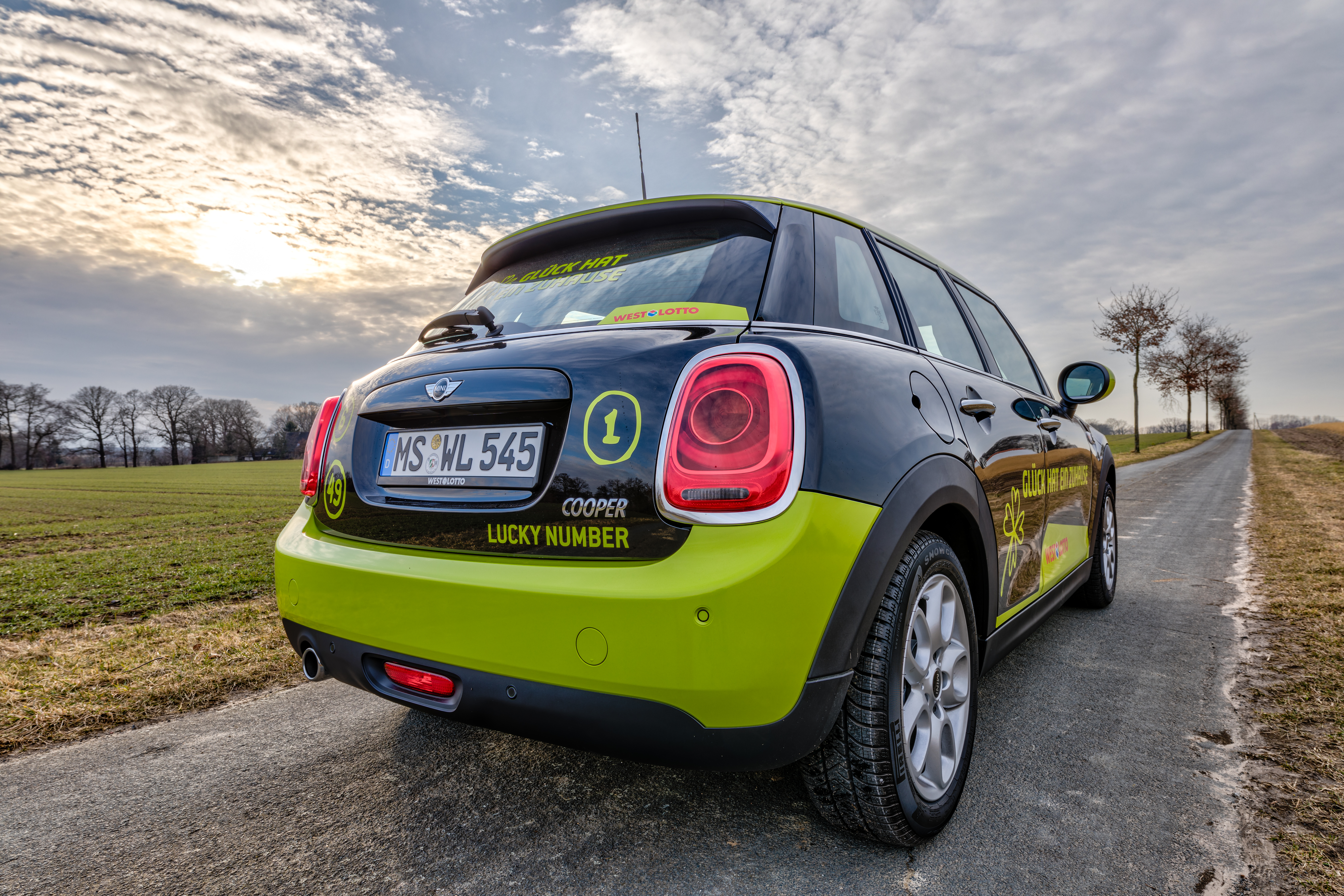
نمای عقب مینی هاچ

## نگارخانه

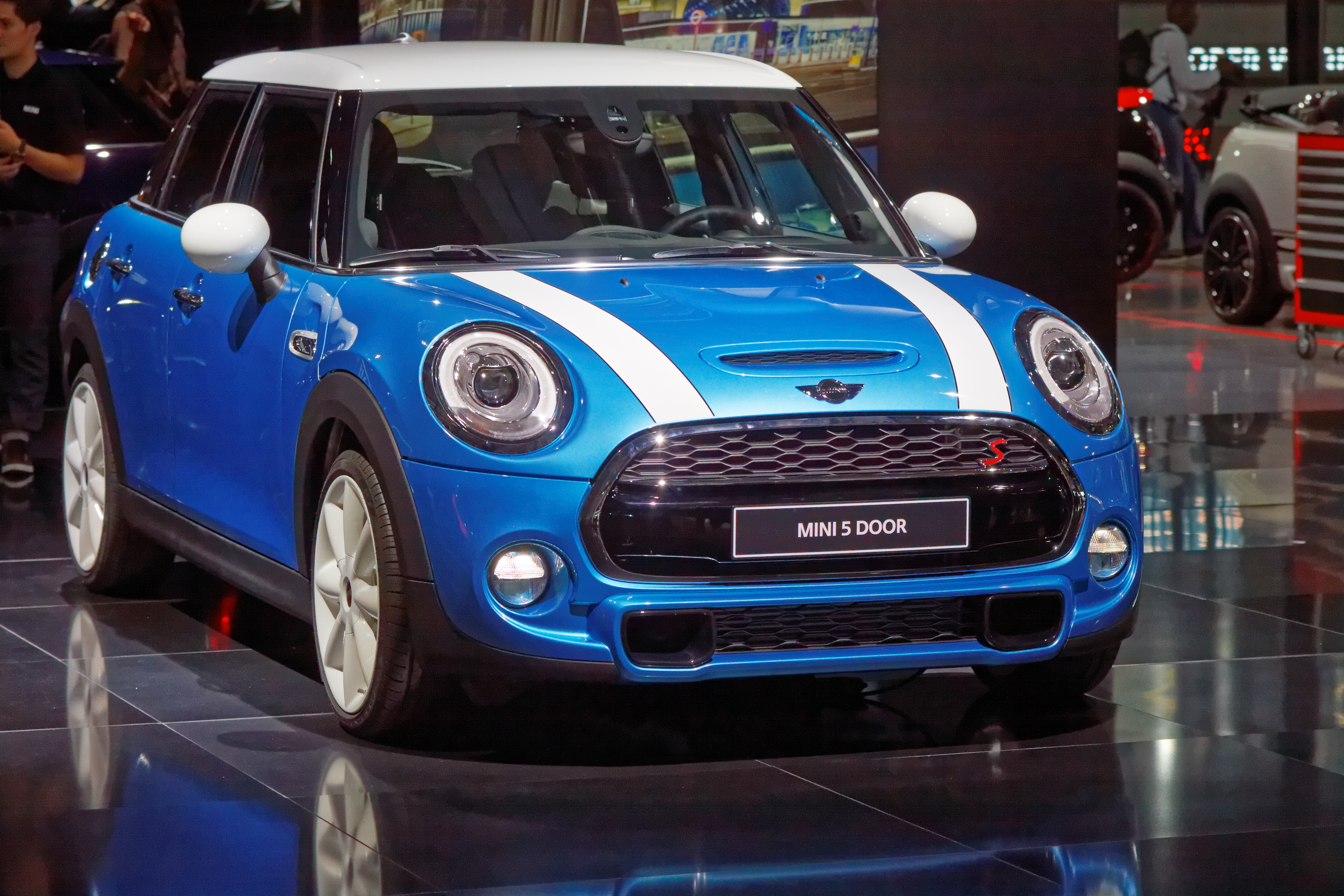
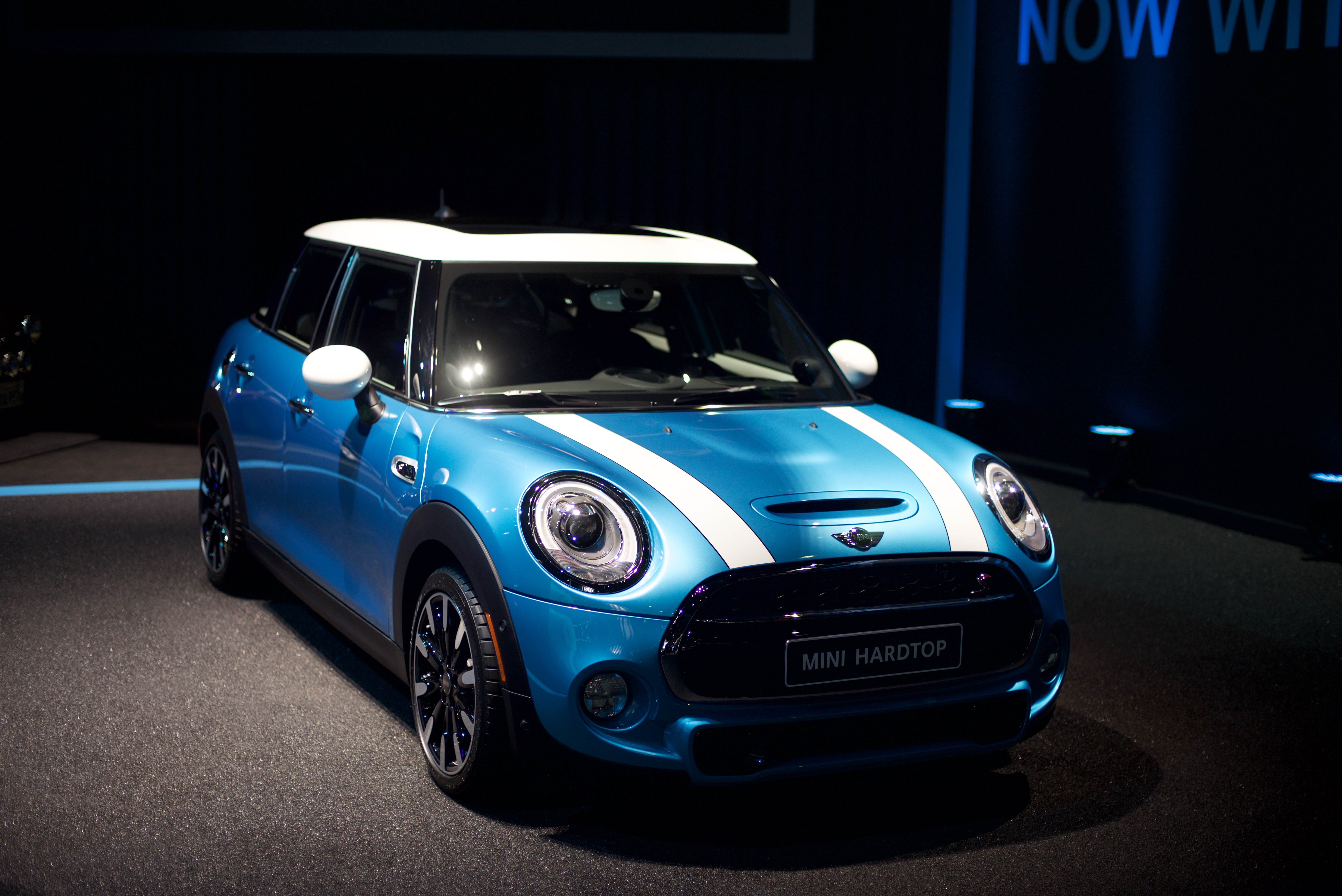
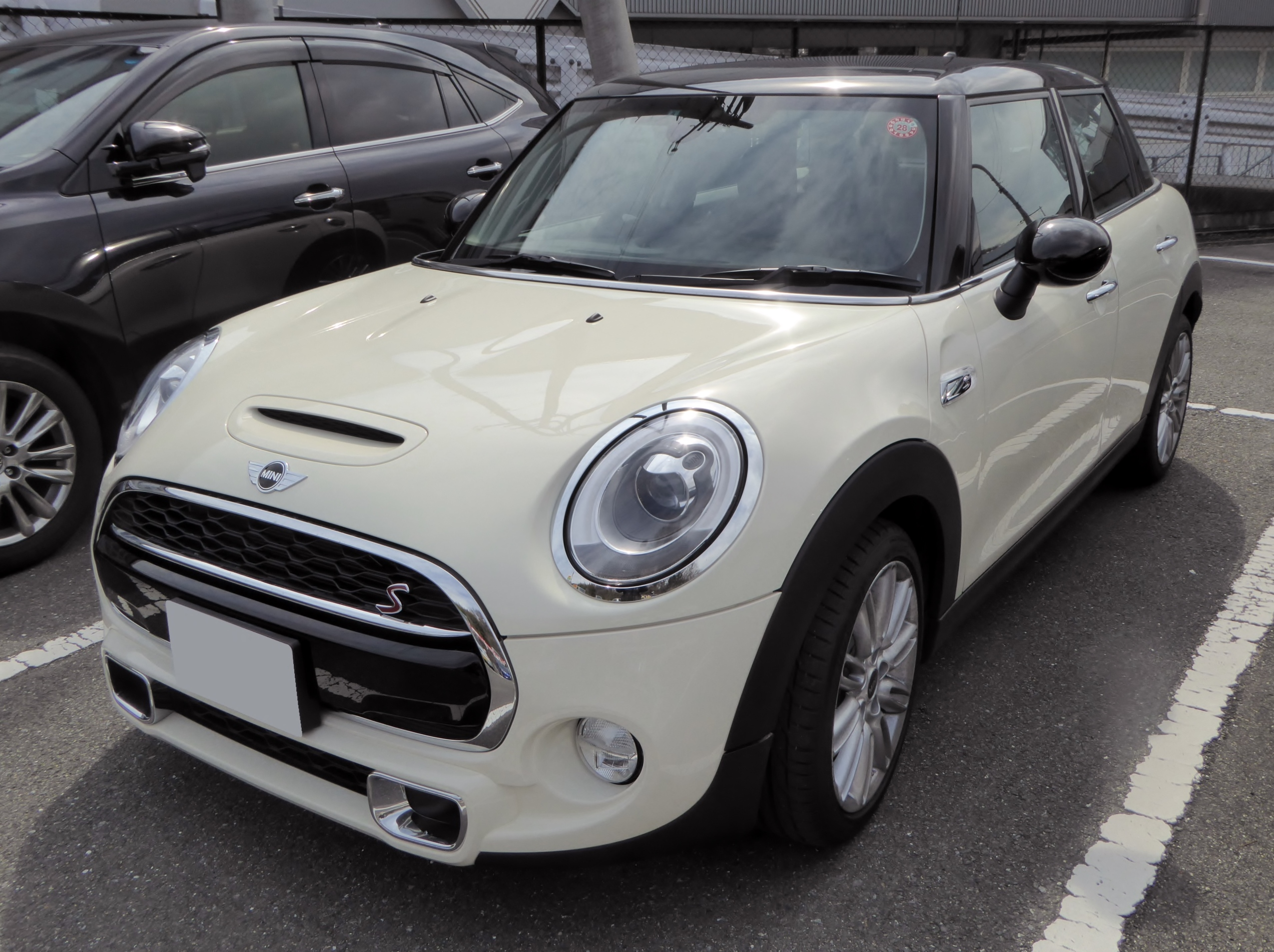
کوپر اس
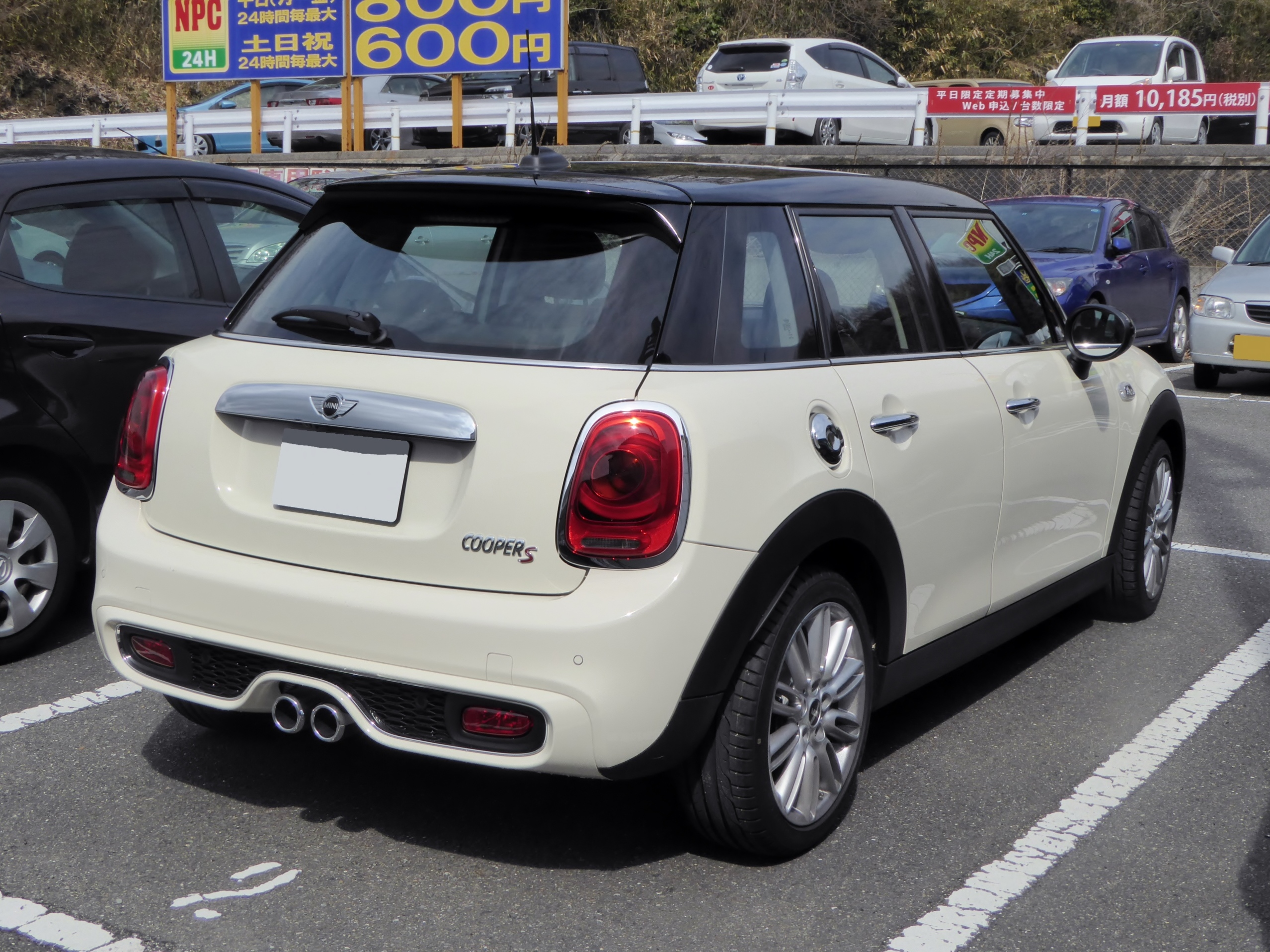
کوپر اس
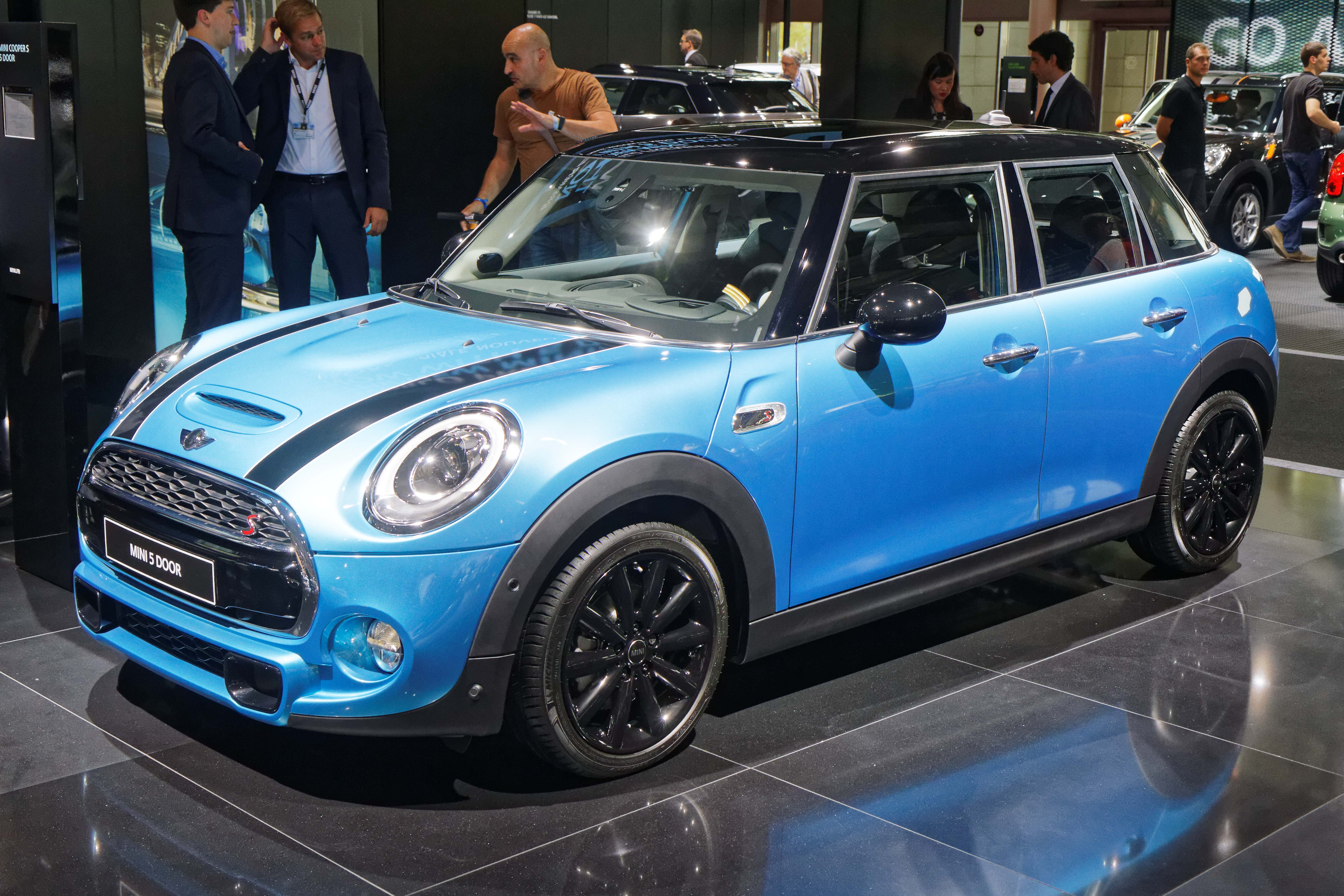
کوپر اس
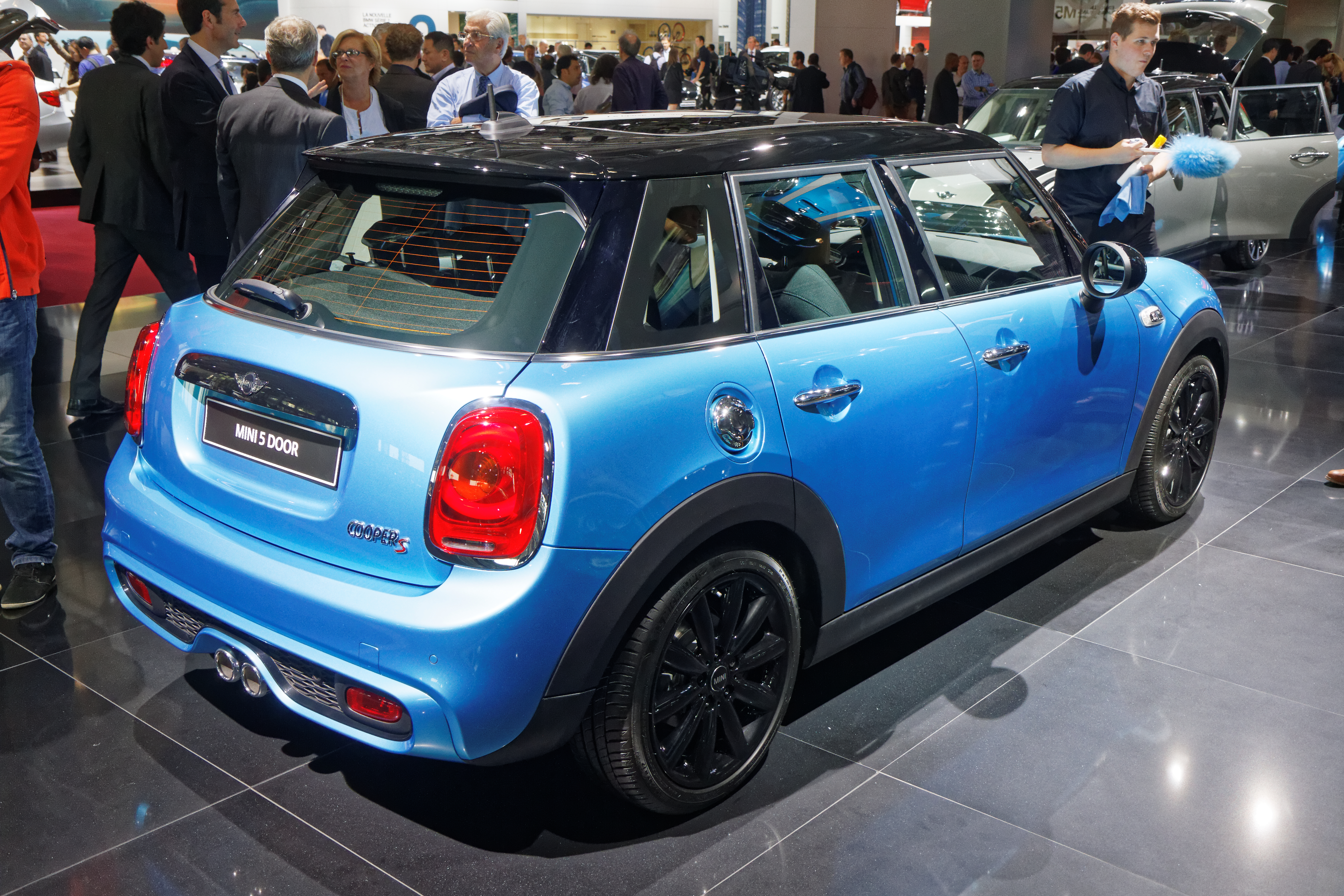
کوپر اس
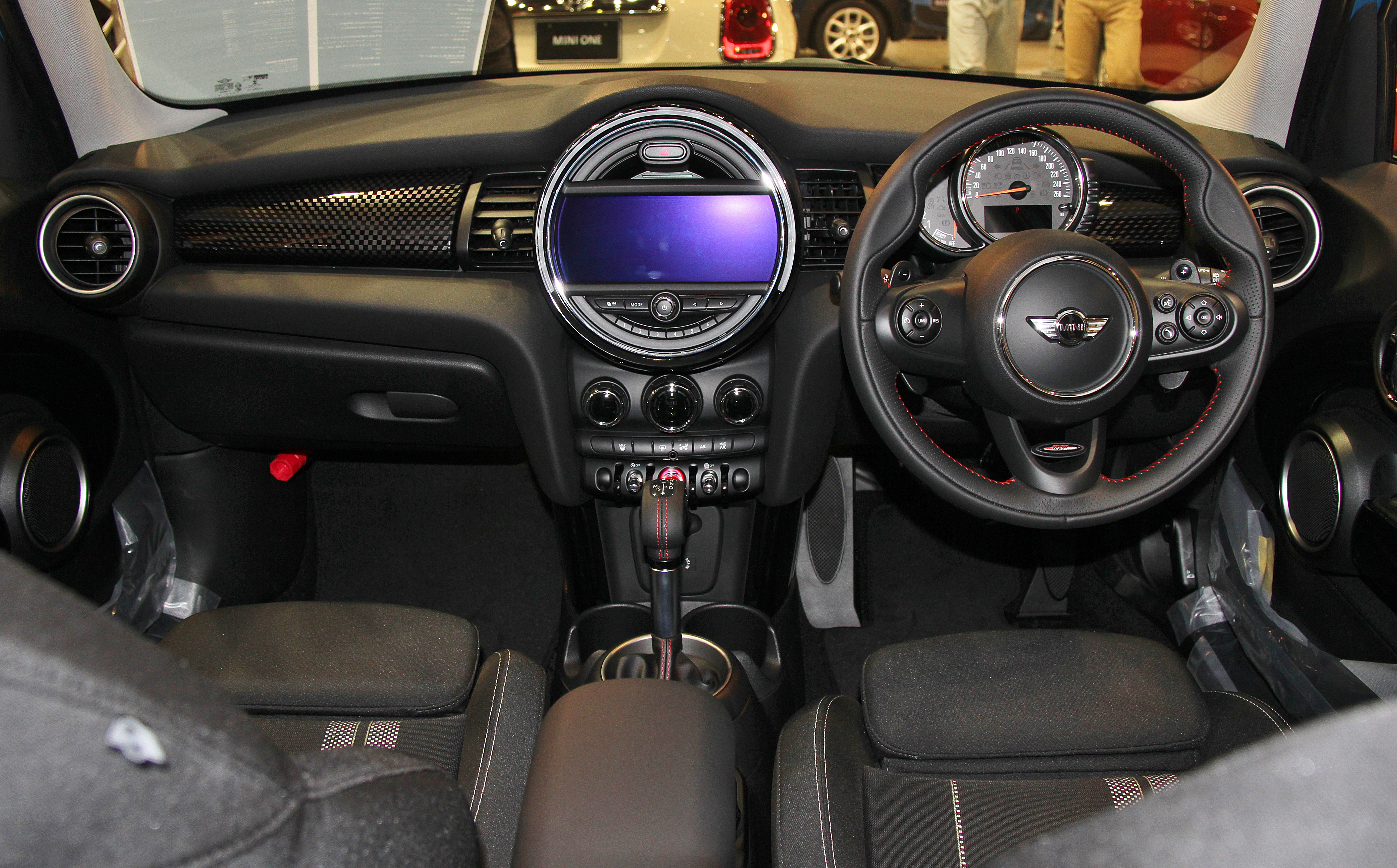
کوپر اس
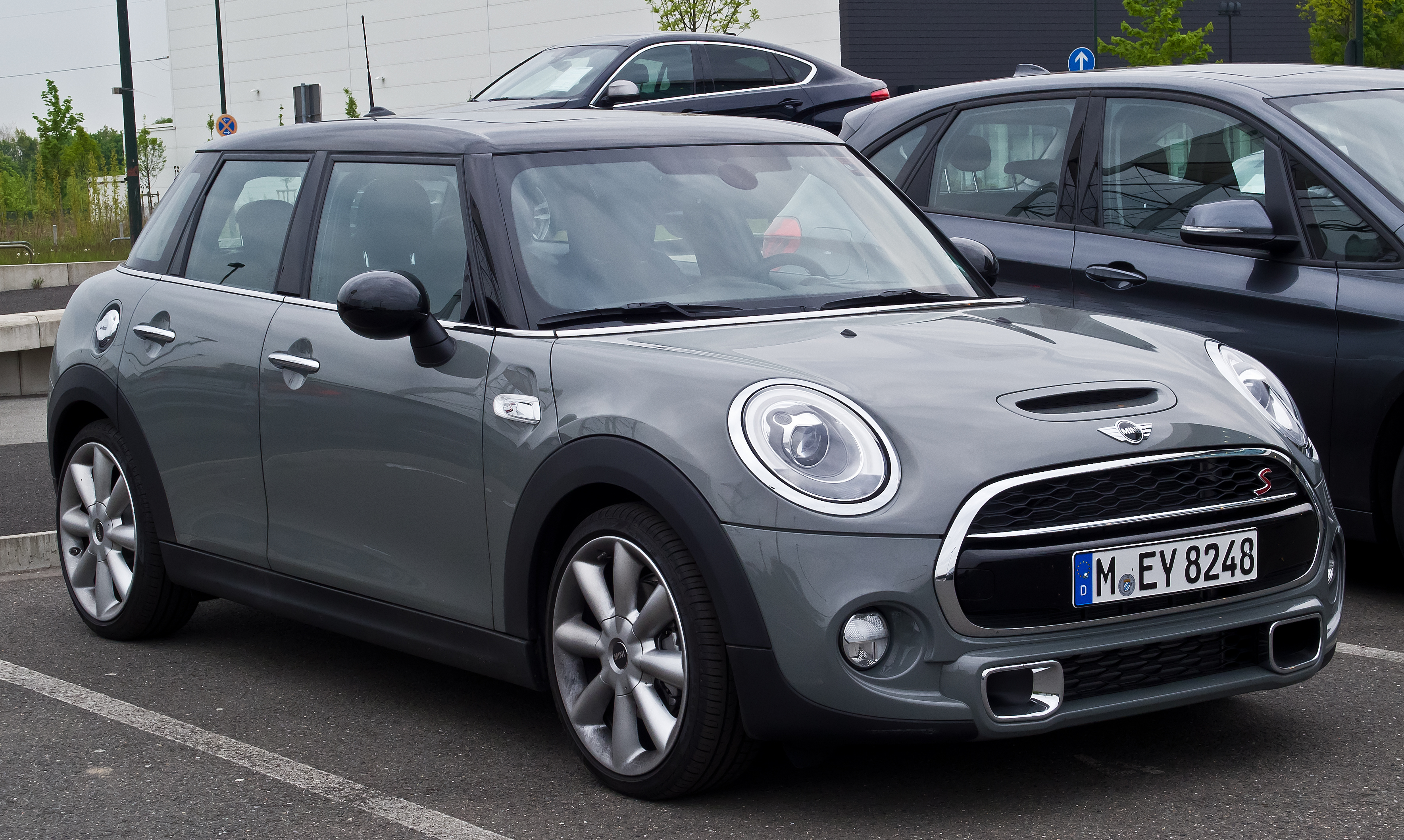
کوپر اس دی
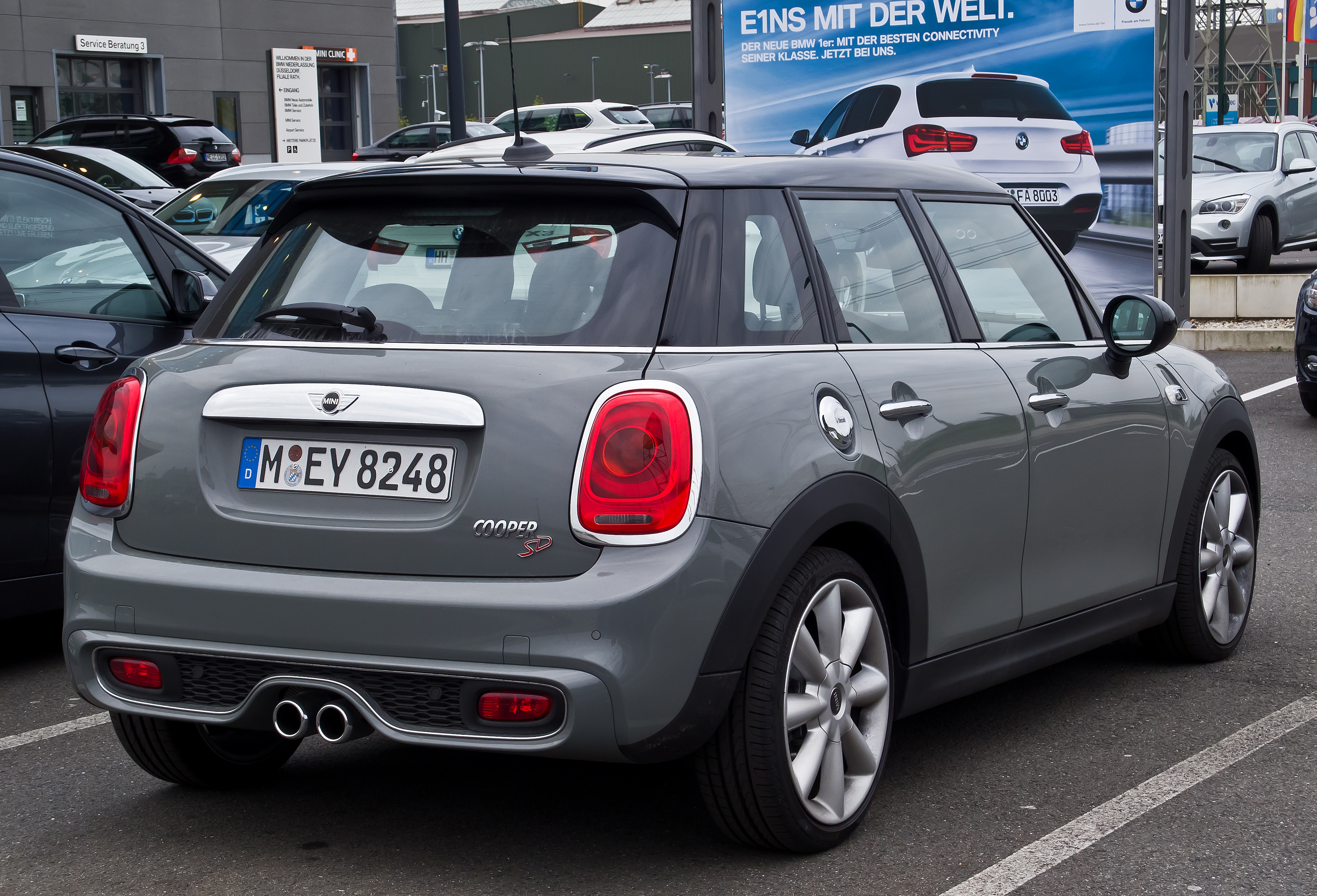
کوپر اس دی
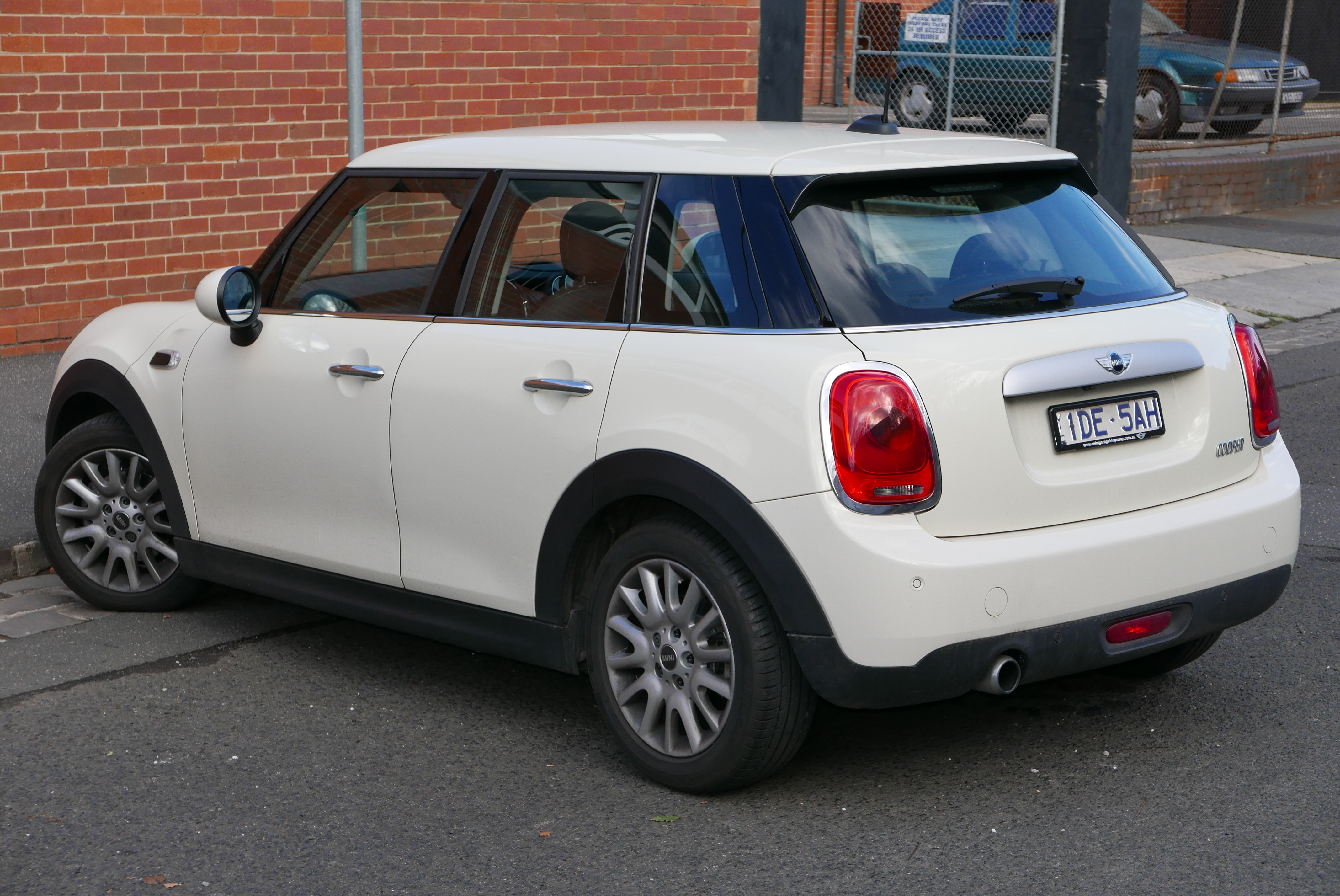
کوپر
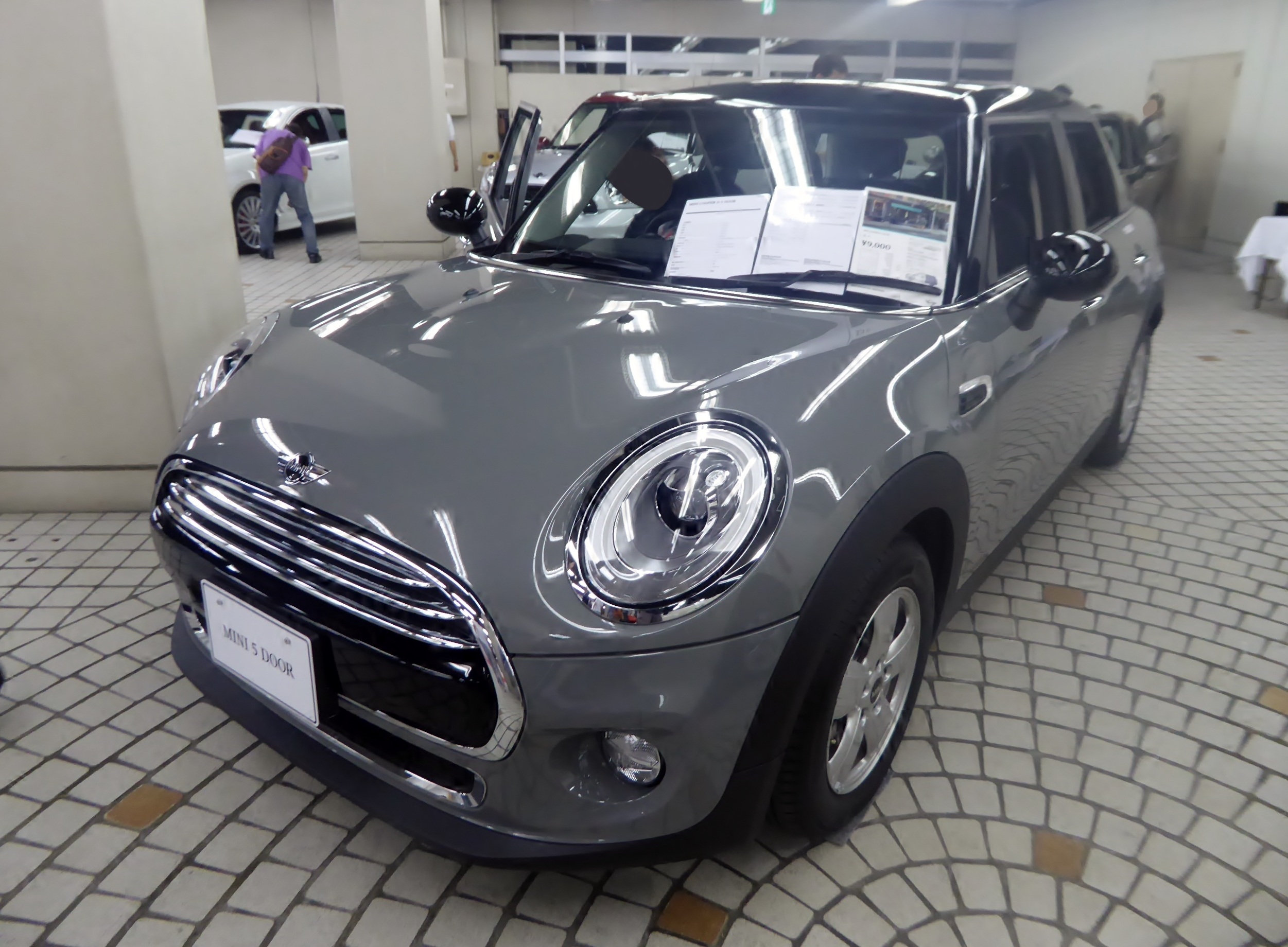
کوپر دی
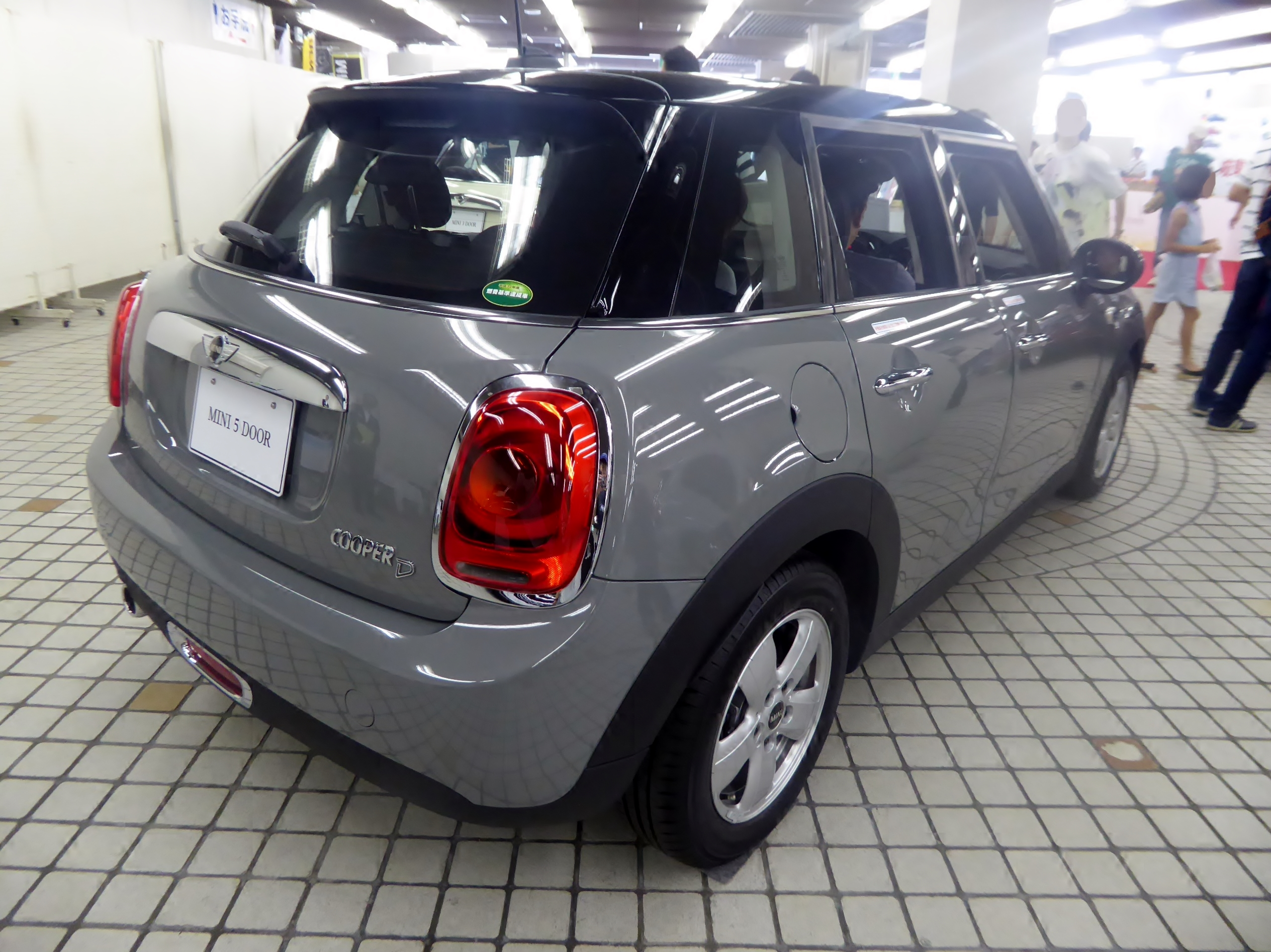
کوپر دی
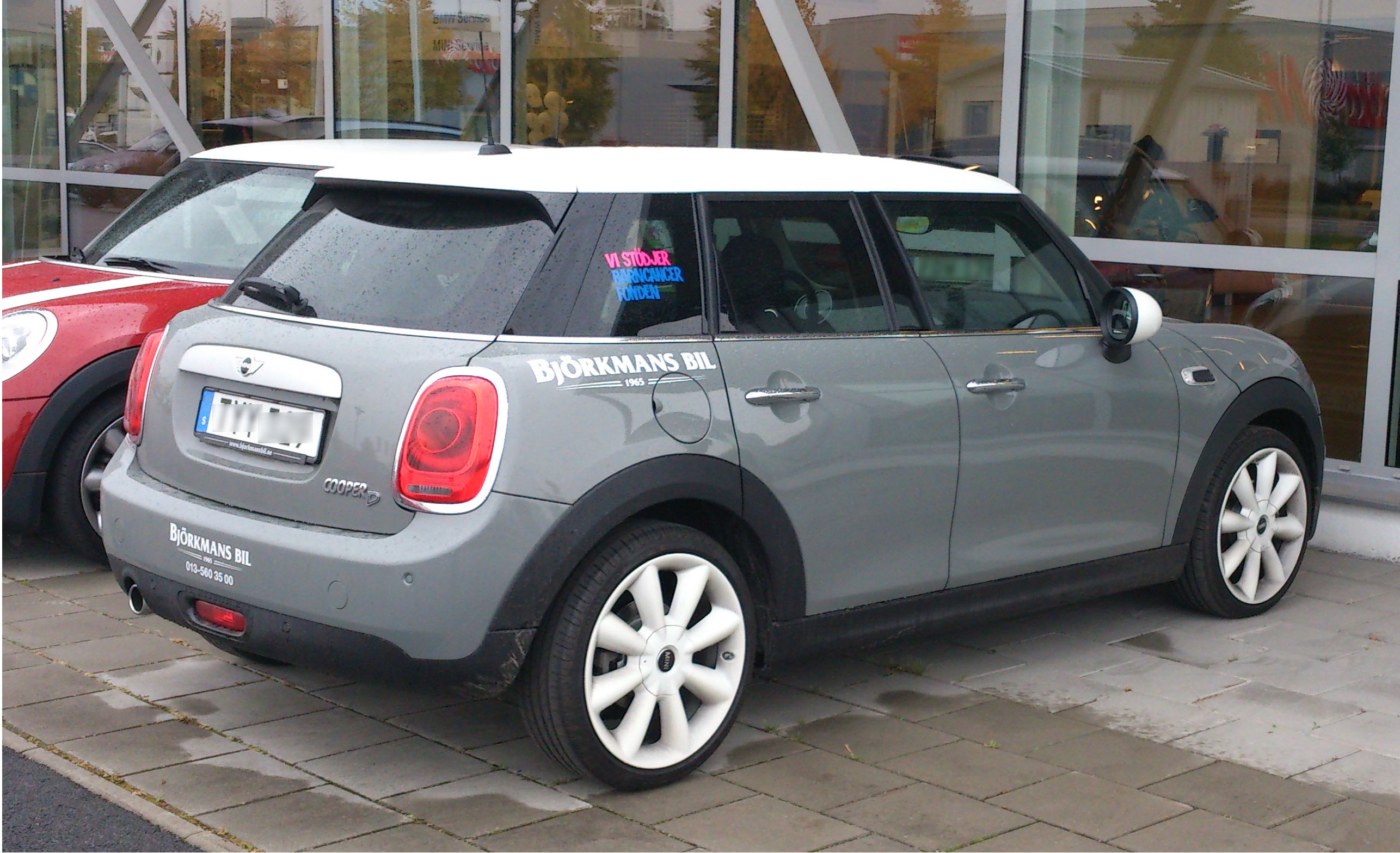
کوپر دی
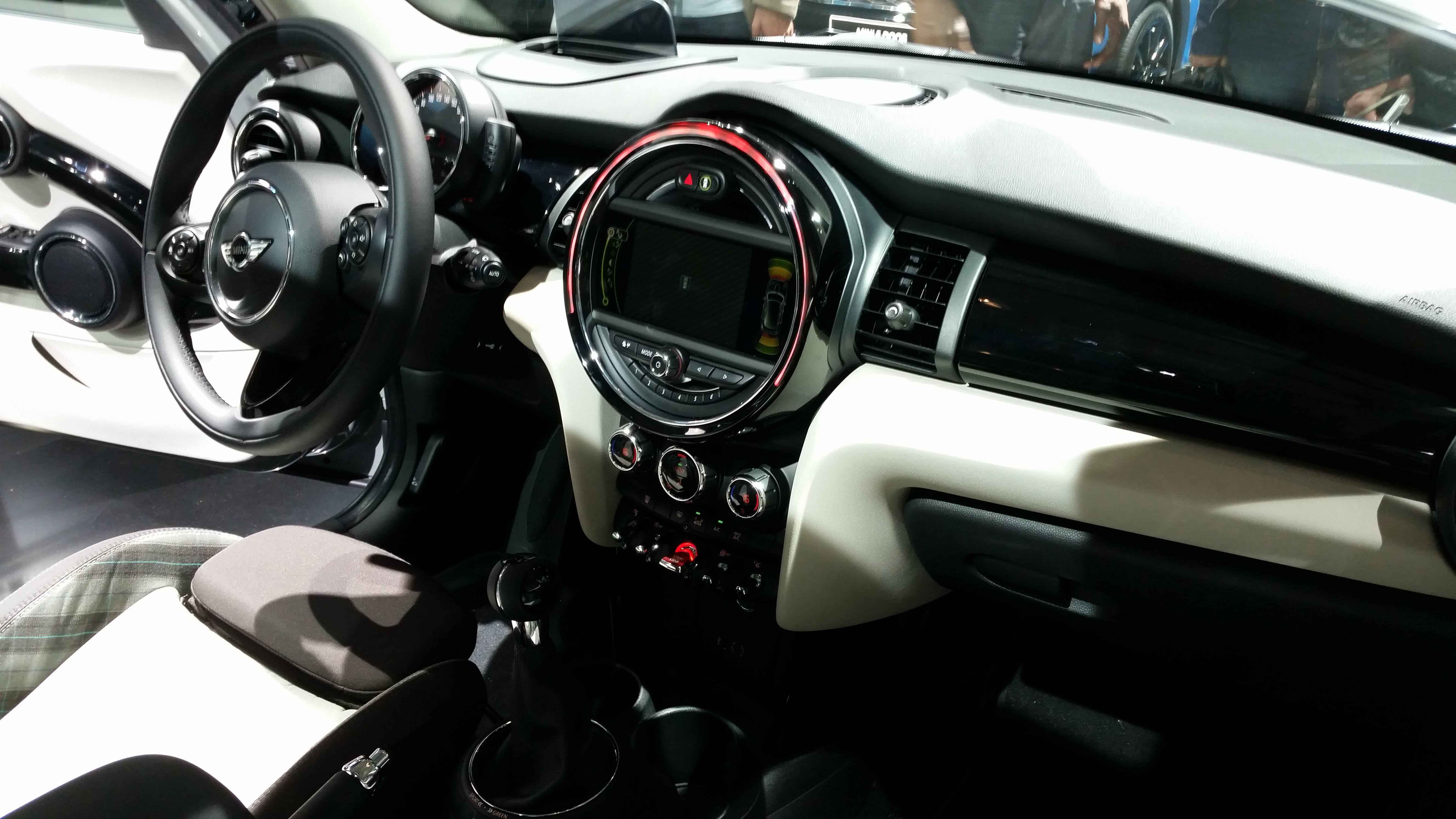